# 弗朗索瓦-路易·特朗布莱
弗朗索瓦-路易·特朗布莱（法語：François-Louis Tremblay，1980年11月13日—），加拿大男子短道速滑运动员。他是2002年盐湖城冬奥会5000米接力和2010年温哥华冬奥会5000米接力冠军。

## 职业生涯
2002年盐湖城冬奥会中，特兰姆雷获得5000米接力金牌。2010年温哥华冬奥会中，他又获得5000米接力金牌和500米铜牌。